# Galina Jewgenjewna Lebedewa
Galina Jewgenjewna Lebedewa (russisch Галина Евгеньевна Лебедева; * 10. Mai 1935 in Tula; † 30. Oktober 2021) war eine sowjetische bzw. russische Byzantinistin und Hochschullehrerin.

## Leben
Das Studium an der Universität Leningrad (LGU) in der Historischen Fakultät schloss Lebedewa 1962 ab, worauf die Aspirantur folgte.
Ab 1965 arbeitete Lebedewa am Lehrstuhl für Mittelalter-Geschichte der Historischen Fakultät der LGU (jetzt Institut für Geschichte der Universität St. Petersburg (SPbGU)). Ihre Dissertation über die Sklaven und die Probleme der Sklaverei im Codex Theodosianus und Codex Iustinianus verteidigte sie 1972 mit Erfolg für die Promotion zur Kandidatin der historischen Wissenschaften. Sie lehrte an der LGU und wurde 1974 zur Dozentin ernannt.
Lebedewas Forschungsschwerpunkt war die sozialökonomische Geschichte des Byzantinischen Reichs. Sie verteidigte 1989 ihre Doktor-Dissertation über die Dynamik der Sozialstruktur der frühbyzantinischen Gesellschaft anhand der Daten aus dem  Codex Theodosianus und dem Codex Iustinianus mit Erfolg für die Promotion zur Doktorin der historischen Wissenschaften. 1990 folgte die Ernennung zur Professorin.
Darauf leitete Lebedewa von 1990 bis 2015 den Lehrstuhl für Mittelalter-Geschichte der LGU/SPbGU. Ein weiterer Forschungsschwerpunkt war die Geschichte der Byzantinistik in Russland.